# Молитва апостола Павла

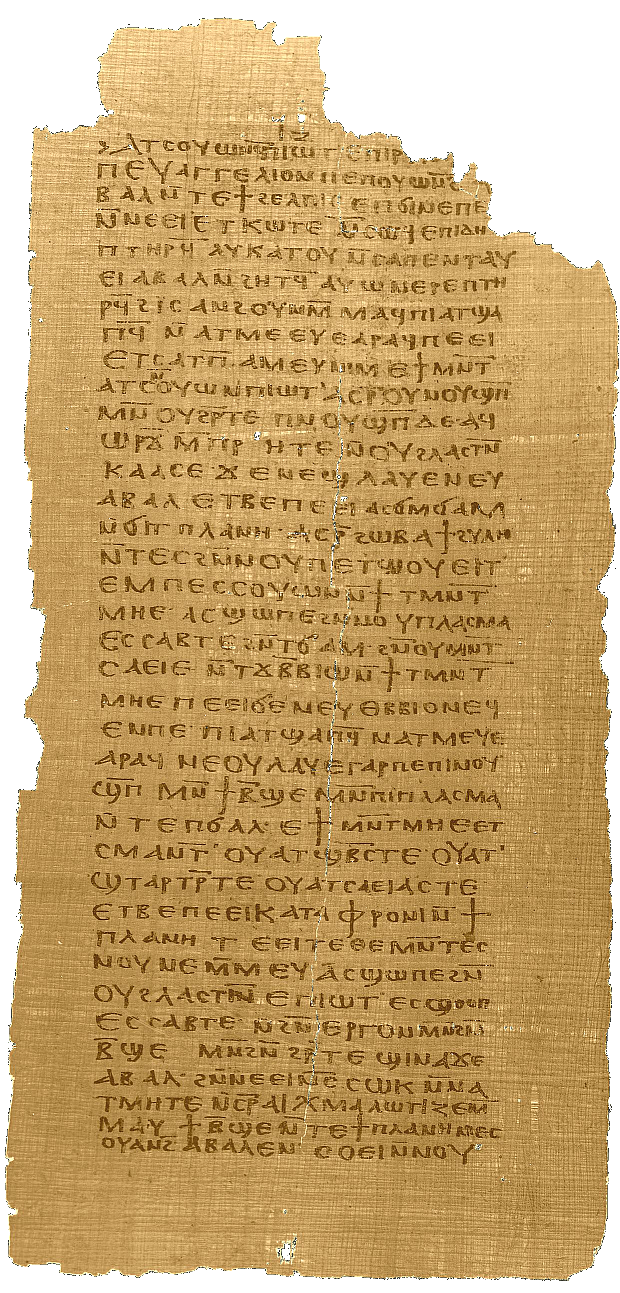
Евангелие Истины. 17-я страница Jung Codex

Моли́тва апо́стола Па́вла — гностический новозаветный апокриф, написанный до середины IV века. Открывает Jung Codex, первый среди кодексов библиотеки Наг-Хаммади, обнаруженной в 1945 году в Египте. Учёные обнаруживают связь текста с гностической сектой валентиниан.

## Контекст
Книга является частью библиотеки Наг-Хаммади, обнаруженной в конце 1945 года в Египте. Библиотека была временно вывезена из Египта и некоторое время находилась в руках Карла Густава Юнга, по имени которого назван кодекс, в котором содержится Молитва апостола Павла — Jung Codex. Кодекс начинался с Апокрифа Иакова и считалось, что «Молитва» должна быть последней среди трактатов Jung Codex, однако благодаря исследованию коптолога Стивена Эммеля в 1976 года выяснилось, что папирус должен являться частью форзаца. Поскольку почерк текста ближе последней книге кодекса, — Трёхчастному трактату, — нежели Апокрифу Иакова, принято считать, что «Молитва» была написана уже после основных произведений кодекса.
В 1954 году учёными Анри Шарлем Пюэшем и Жилем Киспелем было установлено начало текста: «Молитва апостола Павла». Начальные строки трактата не сохранились, но греческий заголовок был оставлен в конце молитвы, за которым следовало короткое благословение.

## Датировка и авторство
Текст Молитвы апостола Павла впервые был составлен до середины IV века, когда были написаны кодексы Наг-Хаммади. Неизвестно, где, когда и кем был составлен апокриф. В целом стилистика схожа с Псалмами и писаниями канонического Павла. Способ описания Бога в тексте схож с тем, как это делали гностики из италийской ветви секты валентиниан, что позволяет условно датировать текст промежутком между второй половиной II и концом III века. Стоит отметить, что валентиниане считали своим духовных учителем и авторитетом апостола Павла, от которого через цепочку учителей получили своё учение.

## Язык
Текст изначально был написан на древнегреческом, но дошёл до нас лишь в переводе на коптский язык субахмимского диалекта. В языке молитвы, как отмечает Дитер Мюллер, мало примечательных особенностей. В тексте много греческих слов (28), которые чаще всего являются существительными и прилагательными. По своей грамматике, морфологии и орфографической последовательности текст сильно отличается от остальных произведений Jung Codex, особенно от Трёхчастного трактата, который очевидно был переведён другим автором.

## Содержание
Структура молитвы проста и делится на три части:
1. (A:1-11) Автор надеется на его возвращение к божьей полноте, Плероме.
2. (A:15-23) Прошение даров, исцеления тела и спасения души. Здесь автор апеллирует к авторитету евангелиста Павла.
3. (A:25-конец) Автор дополнительно просит о снисхождении Божьего величия и открытии тайн; заканчивается доксологией[4].

В тексте упоминается «евангелист, к чьему авторитету апеллирует автор, которого соотносят с Павлом, поскольку он единственный автор, упомянутый в тексте по имени. Однако нигде в тексте не сказано, что Павел — автор молитвы. Таким образом название «Молитва апостола Павла» не отсылает к авторству.